# Tour de Francia 1922
El 16.º Tour de Francia se disputó entre el 25 de junio y el 23 de julio de 1922 con un recorrido de 5372 km. dividido en 15 etapas. La carrera fue ganada por el  belga Firmin Lambot, aunque durante las primeras etapas llegó a estar 48 minutos detrás de Christophe. No fue hasta la séptima etapa cuando comenzó a recuperar tiempo y en la decimotercera consiguió el liderato. Con su segunda victoria final en el Tour, tras la conseguida en 1919, con 36 años, 4 meses y 9 días, se convertía en el vencedor de más edad de la historia del Tour y el primero en ganar la general sin conseguir ninguna victoria de etapa.

## Cambios respecto a la edición anterior
El Tour de Francia 1921 había sido dominado nuevamente por los ciclistas belgas, ganando buena parte de las etapas y posicionándose mayoritariamente entre los diez primeros de la general, lo que no gustaba al público francés. A Henri Desgrange, organizador del Tour, tampoco le gustaba la cooperación entre los ciclistas, porque quería que el Tour de Francia fuera una lucha individual. Se propuso un jurado para cambiar el formato del Tour de Francia de 1922, pero finalmente esto no sucedió, y la fórmula siguió siendo la misma.
Aunque la Primera Guerra Mundial se había acabado ya hacía varios años, el impacto económico todavía era patente. Por esto, y como en ediciones anteriores, los equipos no fueron patrocinados por marcas, sino que habían aglutinado sus fuerzas bajo el nombre La Sportive. Los ciclistas se dividieron en dos categorías, la  1ère classe  (primera clase), los profesionales, y la 2ème classe (segunda clase), los amateurs. 121 fueron los ciclistas que tomaron la salida, de los cuales 26 eran de la primera categoría y 95 de la segunda.
Los hermanos Henri y Francis Pélissier habían abandonado el Tour de Francia de 1920 después de que Henri fuera sancionado por la organización para un cambio de neumático irregular. Por este motivo ambos no tomaron la salida en las ediciones de 1921 y 1922.

## Recorrido
El Tour de Francia de 1922 utilizó el mismo formato que se venía utilizando desde 1910, y que continuaría hasta el 1924: quince etapas con un recorrido superior a los 5.000 km, siguiendo el perímetro de Francia, con salida y llegada en París. La salida neutralizada del Tour tuvo lugar en el Luna Park y la salida real fue desde Argenteuil. 
La llegada final tuvo lugar en el Parque de los Príncipes. Por sexta vez el Tour inicia en dirección oeste, para llegar a París por el este.
Solo hubo un cambio en las villas que acogían etapas respecto al 1921: Briançon, que acogía el Tour por primera vez, sustituía a Grenoble. Asimismo las cimas de Vars y del Izoard figuraron en el recorrido por primera vez.

## Desarrollo de la carrera
Robert Jacquinot, vencedor en Le Havre y Brest, llevó el maillot amarillo durante las tres primeras etapas. En la cuarta etapa, entre Brest y Les Sables-d'Olonne, Jacquinot tuvo varios pinchazos y perdió una hora y cuarenta minutos respecto a Philippe Thys. Esto hizo que el liderato pasara a Eugène Christophe.
En la sexta etapa estaba prevista la ascensión al Tourmalet, pero una fuerte nevada lo impidió y se tuvo que modificar la ruta. Christophe continuó liderando la carrera después de esta etapa, y con 37 años y 164 días es el ciclista más veterano en vestir el maillot amarillo en la historia del Tour. Durante la etapa, Philippe Thys, segundo de la clasificación general, rompió una rueda y perdió más de tres horas reparándola, lo que le hizo perder todas las posibilidades para ganar un cuarto Tour de Francia. 
En esta misma etapa, un pastor sugirió a Émile Masson tomar un atajo por un camino de cabras. Masson le hizo caso, pero tuvo que cargar la bicicleta a cuestas e incluso perdió tiempo.
Después de tres victorias consecutivas, Jean Alavoine consiguió el liderato en Perpiñán. Alavoine consolidó su liderato durante las etapas por el sur de Francia, ampliando la ventaja hasta los 22 minutos en la décima etapa.  
Durante la undécima etapa Honoré Barthélémy, tercero en 1921, sufrió varias caídas que le obligaron a abandonar. En la ascensión del Galibier Eugène Christophe rompió la horquilla de su bicicleta. Era la tercera vez que le pasaba eso en el Tour, tras las experiencias de 1913 y 1919. Esto hizo que tuviera que hacer caminando la parte final de la ascensión y arreglar la bicicleta antes del descenso, perdiendo más de tres horas al finalizar la etapa. El líder de la carrera, Alavoine, pasó por varios saltos de cadena y pinchazos, al tiempo que el frío afectó su cuerpo, perdiendo 38 minutos en la llegada a Ginebra. Aunque conservó el liderato, su diferencia se había reducido a tan solo 6 minutos sobre Firmin Lambot, en lugar de los 22 que tenía al comenzar la etapa. Heusghem recuperó más de media hora, pasando a ser tercero en la general, mientras la victoria de etapa fue para  Émile Masson, el cual pasó en primera posición todos los puertos del día.
En la duodécima etapa, nuevamente ganada por Masson, Heusghem atacó a Alavoine. Alavoine terminó con seis pinchazos durante la etapa, haciendo imposible que siguiera a Heusghem. Heusghem ganó 35 minutos a Alavoine y más de 10 respecto al segundo clasificado, Lambot, pasando a liderar la carrera. Heusghem era el hombre más fuerte de la carrera en esos momentos y el principal favorito para la victoria final.
En la decimotercera etapa, Hector Heusghem cayó por culpa de un bache y rompió la bicicleta. Según las normas del momento debería haber arreglado la bicicleta sin ayuda, para cambiarla por otra. Heusghem había obtenido el permiso de un juez de carrera para hacer el cambio, pero posteriormente los jueces reevaluarían el caso, y lo sancionaron con una hora. Esta sanción le llevó a la cuarta posición de la general, mientras Lambot pasaba a ser el líder. Lambot mantuvo fácilmente el liderato hasta París, ganando su segundo Tour de Francia.
Varios diarios indicaron que Lambot había ganado la carrera por suerte, gracias a las penalización de Heusghem y la avería de Alavoine. Lambot rehusó esta idea, diciendo que solo estaba unos minutos tras el líder y que tenía una buena oportunidad. Para el público francés, Jean Alavoine fue el ganador moral, y fue celebrado como un héroe. El primer clasificado de los de segunda categoría fue José Pelletier, que acabó en decimoquinta posición.

## Resultados

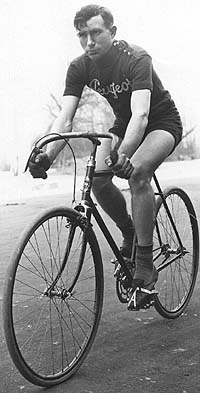
Firmin Lambot, vencedor del Tour de Francia de 1922, a primeros de los años 20

## Etapas
| Etapa | Fecha       | Recorrido                    | Distancia (km) | Ganador          | Líder             |
| ----- | ----------- | ---------------------------- | -------------- | ---------------- | ----------------- |
| 1.ª   | 25 de junio | París - El Havre             | 388            | Robert Jacquinot | Robert Jacquinot  |
| 2.ª   | 27 de junio | El Havre - Cherburgo         | 364            | Romain Bellenger | Robert Jacquinot  |
| 3.ª   | 29 de junio | Cherburgo - Brest            | 405            | Robert Jacquinot | Robert Jacquinot  |
| 4.ª   | 1 de julio  | Brest - Les Sables d'Olonne  | 412            | Philippe Thijs   | Eugène Christophe |
| 5.ª   | 3 de julio  | Les Sables d'Olonne - Bayona | 482            | Jean Alavoine    | Eugène Christophe |
| 6.ª   | 5 de julio  | Bayona - Luchon              | 326            | Jean Alavoine    | Eugène Christophe |
| 7.ª   | 7 de julio  | Luchon- Perpiñán             | 323            | Jean Alavoine    | Jean Alavoine     |
| 8.ª   | 9 de julio  | Perpiñán - Tolón             | 411            | Philippe Thijs   | Jean Alavoine     |
| 9.ª   | 11 de julio | Tolón - Niza                 | 284            | Philippe Thijs   | Jean Alavoine     |
| 10.ª  | 13 de julio | Niza - Briançon              | 274            | Philippe Thijs   | Jean Alavoine     |
| 11.ª  | 15 de julio | Briançon - Ginebra           | 260            | Émile Masson     | Jean Alavoine     |
| 12.ª  | 17 de julio | Ginebra - Estrasburgo        | 371            | Émile Masson     | Hector Heusghem   |
| 13.ª  | 19 de julio | Estrasburgo - Metz           | 300            | Federico Gay     | Firmin Lambot     |
| 14.ª  | 21 de julio | Metz - Dunkerque             | 432            | Félix Sellier    | Firmin Lambot     |
| 15.ª  | 23 de julio | Dunkerque - París            | 325            | Philippe Thijs   | Firmin Lambot     |

## Clasificación general
| Clasificación general |                   |           |                   |
| Ciclista              | Ciclista          | Categoría | Tiempo            |
| --------------------- | ----------------- | --------- | ----------------- |
| 1.º                   | Firmin Lambot     | 1         | 222 h 08 min 06 s |
| 2.º                   | Jean Alavoine     | 1         | + 41 min 15 s     |
| 3.º                   | Félix Sellier     | 1         | + 42 min 02 s     |
| 4.º                   | Hector Heusghem   | 1         | + 43 min 56 s     |
| 5.º                   | Victor Lenaers    | 1         | + 45 min 32 s     |
| 6.º                   | Hector Tiberghien | 1         | + 1 h 21 min 35 s |
| 7.º                   | Léon Despontin    | 1         | + 2 h 24 min 29 s |
| 8.º                   | Eugène Christophe | 1         | + 3 h 25 min 39 s |
| 9.º                   | Jean Rossius      | 1         | + 3 h 26 min 06 s |
| 10.º                  | Gaston Degy       | 1         | + 3 h 49 min 13 s |

| Clasificación final (11–22) |                    |           |                    |
| Ciclista                    | Ciclista           | Categoría | Tiempo             |
| --------------------------- | ------------------ | --------- | ------------------ |
| 11.º                        | Federico Gay       | 1         | + 3 h 51 min 59 s  |
| 12.º                        | Émile Masson       | 1         | + 4 h 00 min 21 s  |
| 13.º                        | Arsène Alancourt   | 1         | + 5 h 20 min 56 s  |
| 14.º                        | Philippe Thys      | 1         | + 5 h 48 min 58 s  |
| 15.º                        | José Pelletier     | 2         | + 5 h 53 min 29 s  |
| 16.º                        | Joseph Muller      | 1         | + 7 h 51 min 23 s  |
| 17.º                        | Giuseppe Santhia   | 2         | + 8 h 57 min 35 s  |
| 18.º                        | Theophile Beeckman | 2         | + 9 h 40 min 32 s  |
| 19.º                        | Louis Heusghem     | 1         | + 9 h 50 min 34 s  |
| 20.º                        | Jules Nempon       | 2         | + 12 h 11 min 56 s |
| 21.º                        | Alfons Standaert   | 2         | + 12 h 48 min 46 s |
| 22.º                        | Edgard Roy         | 2         | + 14 h 29 min 01 s |
| 23.º                        | Joseph Marchand    | 2         | + 14 h 58 min 14 s |
| 24.º                        | Enrico Sala        | 2         | + 16 h 27 min 21 s |
| 25.º                        | Jules Matton       | 2         | + 17 h 37 min 39 s |
| 26.º                        | Pierre Hudsyn      | 2         | + 20 h 30 min 17 s |
| 27.º                        | Charles Parel      | 2         | + 22 h 18 min 09 s |
| 28.º                        | Léon Van Aken      | 2         | + 24 h 00 min 24 s |
| 29.º                        | Marie Aubry        | 2         | + 27 h 20 min 36 s |
| 30.º                        | Ernest Paul        | 2         | + 28 h 35 min 08 s |
| 31.º                        | Georges Kamm       | 2         | + 32 h 22 min 57 s |
| 32.º                        | Charles Loew       | 2         | + 36 h 20 min 19 s |
| 33.º                        | Jules Brun         | 2         | + 46 h 36 min 59 s |
| 34.º                        | Emmanuele Luigi    | 2         | + 47 h 23 min 13 s |
| 35.º                        | Laurent Devalle    | 2         | + 54 h 24 min 20 s |
| 36.º                        | Robert Constantin  | 2         | + 54 h 53 min 29 s |
| 37.º                        | Charles Hennuyer   | 2         | + 59 h 13 min 12 s |
| 38.º                        | Daniel Masson      | 2         | + 65 h 53 min 41 s |